# Cedar Falls
Cedar Falls är en stad i Black Hawk County i delstaten Iowa, USA med 39 260 invånare (2010).

## Kända personer från Cedar Falls
- Marc Andreessen, entreprenör
- Roger Jepsen, politiker